# 恋愛総選挙
『恋愛総選挙』（れんあいそうせんきょ）は、2014年4月3日から9月25日まで毎週木曜日0:10 - 0:35（水曜日深夜）にフジテレビ系列で放送されていた恋愛バラエティ番組。

## 概要
土田晃之・指原莉乃（HKT48）・AKB48グループのメンバー4人（※各回ごと）が、番組オリジナルの合コン・お見合い企画「ラビットパーティ（ラビパ）」のVTRを見ながら自らの恋愛観を語る恋愛トークバラエティ番組。
この番組内に限り、48グループのタブーである「恋愛禁止条例」を破った「恋愛解禁」を謳っており、出演メンバーはラビパの結果予想や「参加者の中で誰がタイプか」「出会ったその日に誘われたらどうする?」など、ラビパにかこつけて突っ込んだ質問をし、恋愛トークを展開するのが番組の売りとなっている。
- ラビットパーティ（ラビパ）ルール
  - 6 - 8人程度の「パートナーのいない18歳以上の男女」が東京都内の某飲食店に集まる。
  - まず第一印象だけの状態で、良いと思った人一人に投票する。
  - 2時間のパーティーを経て再び投票を行い、互いに投票し合っていればカップル成立となる。

2014年5月29日放送分からは、応募した一般男性にAKBメンバーが告白する「AKB48がサプライズ告白」、応募した一般カップルのキスをAKBメンバーが撮影する「キスまでカウントダウン」というコーナーも登場。

## 出演者
MC
- 土田晃之
- 指原莉乃（HKT48）

レギュラー
- AKB48グループ（AKB48・SKE48・NMB48・HKT48）メンバー
- ハイパーラブクリエイター・ウサギ：屋敷裕政（ニューヨーク）[注 2]

## 放送日程
| 回 | 放送日時      | スタジオ出演メンバー                                                                                    | カップル成立 | 備考                                                                     |
| -- | ------------- | --- | ------------ | ------------------------------------------------------------------------ |
| 1  | 2014年 4月3日 | 柏木由紀、小嶋陽菜、高橋みなみ、渡辺麻友                                                                | 2組          |                                                                          |
| 2  | 4月10日       | 柏木由紀、小嶋陽菜、高橋みなみ、渡辺麻友                                                                | 2組          |                                                                          |
| 3  | 4月17日       | 柏木由紀、小嶋真子、高橋みなみ、山本彩                                                                  | 2組          |                                                                          |
| 4  | 4月24日       | 木﨑ゆりあ、北原里英、島田晴香、横山由依                                                                | -            | [ 注 3 ]                                                                 |
| 5  | 5月1日        | 木﨑ゆりあ、北原里英、島田晴香、横山由依                                                                | 4組          |                                                                          |
| 6  | 5月8日        | 川栄李奈、高橋みなみ、松井珠理奈、峯岸みなみ                                                            | 4組          |                                                                          |
| 7  | 5月15日       | 川栄李奈、高橋みなみ、松井珠理奈、峯岸みなみ                                                            | 4組          |                                                                          |
| 8  | 5月22日       | 内田眞由美、中村麻里子                                                                                  | -            | [ 注 4 ]                                                                 |
| 9  | 5月29日       | 高橋みなみ、田中菜津美、朝長美桜、峯岸みなみ                                                            | -            | 「AKB48がサプライズ告白」：高橋朱里 「キスまでカウントダウン」：加藤玲奈 |
| 10 | 6月5日        | 高橋みなみ、田中菜津美、朝長美桜、峯岸みなみ                                                            | 4組          | 「ラビパ」参加メンバー：島田晴香                                         |
| 11 | 6月12日       | （前半）高橋みなみ、田中菜津美、朝長美桜、峯岸みなみ （後半）小笠原茉由、北原里英、中西智代梨、渡辺麻友 | -            | 「AKB48がサプライズ告白」 北原里英・小嶋真子                             |
| 12 | 6月19日       | 小笠原茉由、北原里英、中西智代梨、渡辺麻友                                                              | 3組          |                                                                          |
| 13 | 6月26日       | 倉持明日香、塚本まり子、山田菜々、渡辺麻友、渡辺美優紀                                                  | -            | 「AKB48がサプライズ告白」 兒玉遥・柴田阿弥                               |
| 14 | 7月3日        | 倉持明日香、塚本まり子、山田菜々、渡辺麻友、渡辺美優紀                                                  | 3組          |                                                                          |
| 15 | 7月10日       | （前半）倉持明日香、田名部生来、塚本まり子、渡辺麻友 （後半）小笠原茉由、北原里英、中西智代梨、渡辺麻友 | -            | 「AKB48がサプライズ告白」 倉持明日香・田野優花                           |
| 16 | 7月17日       | 加藤玲奈、木﨑ゆりあ、北原里英、高城亜樹                                                                | 2組          |                                                                          |
| 17 | 7月24日       | 加藤玲奈、木﨑ゆりあ、北原里英、高城亜樹                                                                | -            | 「AKB48がサプライズ告白」：西野未姫 「キスまでカウントダウン」：北原里英 |
| 18 | 7月31日       | 阿部マリア、柏木由紀、加藤玲奈、渡辺麻友                                                                | 3組          |                                                                          |
| 19 | 8月7日        | 阿部マリア、柏木由紀、加藤玲奈、渡辺麻友                                                                | -            | 「AKB48がサプライズ告白」：朝長美桜                                      |
| 20 | 8月14日       | 島田晴香、田名部生来、横山由依、渡辺麻友                                                                | 4組          |                                                                          |
| 21 | 8月21日       | （前半）阿部マリア、柏木由紀、加藤玲奈、渡辺麻友 （後半）小笠原茉由、北原里英、中西智代梨、渡辺麻友     | -            | 明日使えるモテテクニック/モテワード 「キスまでカウントダウン」：田野優花 |
| 22 | 9月4日        | 島田晴香、田名部生来、横山由依、渡辺麻友                                                                | 5組          |                                                                          |
| 23 | 9月11日       | （前半）島田晴香、田名部生来、横山由依、渡辺麻友 （後半）島田晴香、田名部生来、横山由依、前田優子       | -            | 「AKB48がサプライズ告白」：矢倉楓子 「キスまでカウントダウン」：橋本耀   |
| 24 | 9月18日       | 柏木由紀、高橋みなみ、峯岸みなみ、渡辺麻友                                                              | 3組          |                                                                          |
| 25 | 9月25日       | 柏木由紀、高橋みなみ、峯岸みなみ、渡辺麻友                                                              | -            | 「AKB48がサプライズ告白」：渡辺麻友                                      |

### 放送休止
- 2014年 - 8月28日（「柔道世界選手権2014<PERFECT　SPORT>」放送のため。）

## ネット局
| 放送対象地域   | 放送局             | 系列           | 放送期間               | 放送日時                      | 遅れ日数   |
| -------------- | ------------------ | -------------- | ---------------------- | ----------------------------- | ---------- |
| 関東広域圏     | フジテレビ         | フジテレビ系列 | 2014年4月3日 - 9月25日 | 木曜 0:10 - 0:35 （水曜深夜） | 制作局     |
| 北海道         | 北海道文化放送     | フジテレビ系列 | 2014年4月3日 - 9月25日 | 木曜 0:10 - 0:35 （水曜深夜） | 同時ネット |
| 岩手県         | 岩手めんこいテレビ | フジテレビ系列 | 2014年4月3日 - 9月25日 | 木曜 0:10 - 0:35 （水曜深夜） | 同時ネット |
| 宮城県         | 仙台放送           | フジテレビ系列 | 2014年4月3日 - 9月25日 | 木曜 0:10 - 0:35 （水曜深夜） | 同時ネット |
| 秋田県         | 秋田テレビ         | フジテレビ系列 | 2014年4月3日 - 9月25日 | 木曜 0:10 - 0:35 （水曜深夜） | 同時ネット |
| 山形県         | さくらんぼテレビ   | フジテレビ系列 | 2014年4月3日 - 9月25日 | 木曜 0:10 - 0:35 （水曜深夜） | 同時ネット |
| 福島県         | 福島テレビ         | フジテレビ系列 | 2014年4月3日 - 9月25日 | 木曜 0:10 - 0:35 （水曜深夜） | 同時ネット |
| 新潟県         | 新潟総合テレビ     | フジテレビ系列 | 2014年4月3日 - 9月25日 | 木曜 0:10 - 0:35 （水曜深夜） | 同時ネット |
| 富山県         | 富山テレビ         | フジテレビ系列 | 2014年4月3日 - 9月25日 | 木曜 0:10 - 0:35 （水曜深夜） | 同時ネット |
| 石川県         | 石川テレビ         | フジテレビ系列 | 2014年4月3日 - 9月25日 | 木曜 0:10 - 0:35 （水曜深夜） | 同時ネット |
| 福井県         | 福井テレビ         | フジテレビ系列 | 2014年4月3日 - 9月25日 | 木曜 0:10 - 0:35 （水曜深夜） | 同時ネット |
| 長野県         | 長野放送           | フジテレビ系列 | 2014年4月3日 - 9月25日 | 木曜 0:10 - 0:35 （水曜深夜） | 同時ネット |
| 静岡県         | テレビ静岡         | フジテレビ系列 | 2014年4月3日 - 9月25日 | 木曜 0:10 - 0:35 （水曜深夜） | 同時ネット |
| 中京広域圏     | 東海テレビ         | フジテレビ系列 | 2014年4月3日 - 9月25日 | 木曜 0:10 - 0:35 （水曜深夜） | 同時ネット |
| 近畿広域圏     | 関西テレビ         | フジテレビ系列 | 2014年4月3日 - 9月25日 | 木曜 0:10 - 0:35 （水曜深夜） | 同時ネット |
| 島根県・鳥取県 | 山陰中央テレビ     | フジテレビ系列 | 2014年4月3日 - 9月25日 | 木曜 0:10 - 0:35 （水曜深夜） | 同時ネット |
| 岡山県・香川県 | 岡山放送           | フジテレビ系列 | 2014年4月3日 - 9月25日 | 木曜 0:10 - 0:35 （水曜深夜） | 同時ネット |
| 広島県         | テレビ新広島       | フジテレビ系列 | 2014年4月3日 - 9月25日 | 木曜 0:10 - 0:35 （水曜深夜） | 同時ネット |
| 愛媛県         | テレビ愛媛         | フジテレビ系列 | 2014年4月3日 - 9月25日 | 木曜 0:10 - 0:35 （水曜深夜） | 同時ネット |
| 高知県         | 高知さんさんテレビ | フジテレビ系列 | 2014年4月3日 - 9月25日 | 木曜 0:10 - 0:35 （水曜深夜） | 同時ネット |
| 福岡県         | テレビ西日本       | フジテレビ系列 | 2014年4月3日 - 9月25日 | 木曜 0:10 - 0:35 （水曜深夜） | 同時ネット |
| 佐賀県         | サガテレビ         | フジテレビ系列 | 2014年4月3日 - 9月25日 | 木曜 0:10 - 0:35 （水曜深夜） | 同時ネット |
| 長崎県         | テレビ長崎         | フジテレビ系列 | 2014年4月3日 - 9月25日 | 木曜 0:10 - 0:35 （水曜深夜） | 同時ネット |
| 熊本県         | テレビくまもと     | フジテレビ系列 | 2014年4月3日 - 9月25日 | 木曜 0:10 - 0:35 （水曜深夜） | 同時ネット |
| 鹿児島県       | 鹿児島テレビ       | フジテレビ系列 | 2014年4月3日 - 9月25日 | 木曜 0:10 - 0:35 （水曜深夜） | 同時ネット |
| 沖縄県         | 沖縄テレビ         | フジテレビ系列 | 2014年4月3日 - 9月25日 | 木曜 0:10 - 0:35 （水曜深夜） | 同時ネット |

## スタッフ
- 企画：秋元康
- 構成：樅野太紀、大井洋一、酒井義文、宮森亮、浅井哲郎
- TP：塩津英史
- SW：吉川和彦
- CAM：遠藤俊洋
- AUD：本間祥吾
- VE：高木稔
- 照明：根本進、小熊豊
- 美術P：三竹寛典、平岡慶大
- デザイン：棈木陽次
- 美術進行：椛田学
- 大道具：浅見大
- 大道具操作：西田武史
- アクリル装飾：國母淳一
- 電飾：森智
- 編集：奥山修、藤本麻衣子、吉田裕樹、鈴木朋子
- MA：木村亮允、民幸之助
- 音響効果：松長芳樹
- TK：碓井香都子
- キャラクターデザイン：杉水匠実
- CG：鈴木鉄平
- イラスト：お絵かき隊
- 技術協力：ニユーテレス、fmt、IMAGICA、マルチバックス、Digital Circus
- 美術協力：フジアール
- 衣装協力：永島服飾株式会社、ete、gargle、PAUL&JOESISTER、Kent House
- 広報：為永佐知男
- デスク：古賀美由紀
- キャスティング：沖直美
- ロケ協力：鈴木商事、Ryuduki
- 制作協力：D：COMPLEX
- AD：茂垣孝宏、鈴木綾
- 編成：夏野亮、南條祐紀（南條→2014年7月9日から）
- 制作プロデューサー：川島典子
- ディレクター：池田哲也、中嶋亮介、板垣忠彦、白川誠、桶屋信次、東隆志、高木裕太
- 演出：山田賢太郎
- プロデューサー：濱野貴敏（2014年7月2日まで編成、同年7月9日から）
- 制作：フジテレビバラエティ制作部
- 制作著作：フジテレビ

### 過去のスタッフ
- 編成：松本祐紀（2014年7月2日まで）
- ディレクター：三木康一郎
- チーフプロデューサー：朝妻一（2014年7月2日まで）